# Ольштинек
Ольшти́нек (пол. Olsztynek, нім. Hohenstein) — місто в північній Польщі. Належить до Ольштинського повіту Вармінсько-Мазурського воєводства.
Під час Другої світової війни в Гогенштайні з жовтня 1939 року по 1945 рік знаходився концентраційний табір німецького Вермахту для інтернованих  військовополонених з рядового складу — шталаг (нім. Stalag I B).

## Демографія
Демографічна структура станом на 31 березня 2011 року:
|          | Загалом | Допрацездатний вік | Працездатний вік | Постпрацездатний вік |
| -------- | ------- | ------------------ | ---------------- | -------------------- |
| Чоловіки | 3735    | 757                | 2652             | 326                  |
| Жінки    | 3990    | 706                | 2504             | 780                  |
| Разом    | 7725    | 1463               | 5156             | 1106                 |